# Supercopa Sudamericana 1989
Navigation
Édition précédente Édition suivante
La Supercopa Sudamericana 1989 voit le sacre des Argentins de Boca Juniors qui bat un autre club argentin, le CA Independiente en finale, lors de cette seconde édition de la Supercopa Sudamericana, une compétition disputée par tous les anciens vainqueurs de la Copa Libertadores. Toutes les rencontres sont disputées en matchs aller et retour. 
En plus des treize clubs ayant déjà pris part à la compétition la saison précédente vient s'ajouter le club colombien de l'Atlético Nacional, vainqueur de la Copa Libertadores 1989.

## Équipes engagées
- Peñarol - Vainqueur en 1960, 1961, 1966, 1982 et 1987.
- Santos FC - Vainqueur en 1962 et 1963
- CA Independiente - Vainqueur en 1964, 1965, 1972, 1973, 1974, 1975 et 1984.
- Racing Club de Avellaneda - Vainqueur en 1967
- Estudiantes de La Plata - Vainqueur en 1968, 1969 et 1970
- Club Nacional de Football - Vainqueur en 1971, 1980 et 1988
- Cruzeiro EC - Vainqueur en 1976
- CA Boca Juniors - Vainqueur en 1977 et 1978
- Club Olimpia - Vainqueur en 1979
- CR Flamengo - Vainqueur en 1981
- Grêmio Porto Alegre - Vainqueur en 1983
- Argentinos Juniors - Vainqueur en 1985
- CA River Plate - Vainqueur en 1986
- Atlético Nacional - Vainqueur en 1989

## Premier tour
Boca Juniors est exempt lors de ce premier tour et accède directement aux quarts de finale, tout comme le Racing Club de Avellaneda en tant que tenant du titre. Deux clubs d'un même pays ne peuvent pas se rencontrer à ce stade de la compétition.
| Équipe 1                  | Résultat      | Équipe 2            | Aller | Retour |
| ------------------------- | ------------- | ------------------- | ----- | ------ |
| CA River Plate            | 3 - 3 4-5 tab | Grêmio Porto Alegre | 2 - 1 | 1 - 2  |
| Club Nacional de Football | 2 - 3         | Atlético Nacional   | 2 - 1 | 0 - 2  |
| Santos FC                 | 1 - 4         | CA Independiente    | 1 - 2 | 0 - 2  |
| Club Olimpia              | 2 - 3         | Cruzeiro EC         | 2 - 0 | 0 - 3  |
| CR Flamengo               | 1 - 3         | Argentinos Juniors  | 0 - 1 | 1 - 2  |
| Estudiantes de La Plata   | 3 - 2         | Peñarol             | 3 - 0 | 0 - 2  |

## Quarts de finale
| Équipe 1            | Résultat | Équipe 2                   | Aller | Retour |
| ------------------- | -------- | -------------------------- | ----- | ------ |
| Grêmio Porto Alegre | 3 - 1    | Estudiantes de La Plata    | 0 - 1 | 3 - 0  |
| CA Boca Juniors     | 2 - 1    | Racing Club de AvellanedaT | 0 - 0 | 2 - 1  |
| Atlético Nacional   | 2 - 4    | CA Independiente           | 2 - 2 | 0 - 2  |
| Cruzeiro EC         | 1 - 3    | Argentinos Juniors         | 1 - 1 | 0 - 2  |

## Demi-finales
| Équipe 1            | Résultat | Équipe 2           | Aller | Retour |
| ------------------- | -------- | ------------------ | ----- | ------ |
| CA Independiente    | 3 - 1    | Argentinos Juniors | 1 - 0 | 2 - 1  |
| Grêmio Porto Alegre | 0 - 2    | CA Boca Juniors    | 0 - 0 | 0 - 2  |

## Finale
- Matchs disputés les 22 et 29 novembre 1989.

| Équipe 1        | Résultat      | Équipe 2         | Aller | Retour |
| --------------- | ------------- | ---------------- | ----- | ------ |
| CA Boca Juniors | 0 - 0 5-3 tab | CA Independiente | 0 - 0 | 0 - 0  |